# Midland Hotel (Morecambe)
Midland Hotel je budova ve stylu Art deco nebo také v tzv. Streamline Moderne v Morecambe v hrabství Lancashire v Anglii. Byla postavena železniční společností London, Midland and Scottish Railway (LMS) v roce 1933 podle návrhu architekta Olivera Hilla se sochařskou výzdobou Erica Gilla a nástěnnými malbami Erica Raviliouse. Je na seznamu chráněných památek II. stupně. 
Architekt Oliver Hill navrhl třípodlažní budovu se zaoblenými tvary s centrální kruhovou věží s hlavním vchodem a spirálovým schodištěm a také s kruhovou kavárnou na severním konci. Přední strana budovy je zdobena dvěma sochami mořských koníků, které lze vidět zblízka z hotelové střešní terasy. Hotel stojí na břehu moře k němuž se prohýbá delší strana budovy tvarovaná do oblouku. Hill navrhl budovu, aby svým tvarem podpořila zaoblenou křivku promenády, která hostům dovolovala lépe si vychutnat působivá panoramata pobřeží Severozápadní Anglie. Nástěnné malby od Erica Raviliouse vydržely pouze dva roky kvůli špatnému podkladu omítky. Malby byly dočasně znovu nainstalovány pro natáčení seriálu Hercule Poirot v roce 1989 a upravenou verzi namaloval Jonquil Cook v roce 2013.

## V kultuře
- Hotel se objevil ve filmu z roku 1960 The Entertainer.
- Hotel byl využit při natáčení seriálu Hercule Poirot (1989) s Davidem Suchetem, a to především v epizodě „Dvojnásobný zločin”.
- Povídka anglického spisovatele a básníka Davida Constantina „Tea at the Midland” je zasazena do prostředí hotelu a začíná debatou o díle sochaře Erica Gilla.

## Galerie

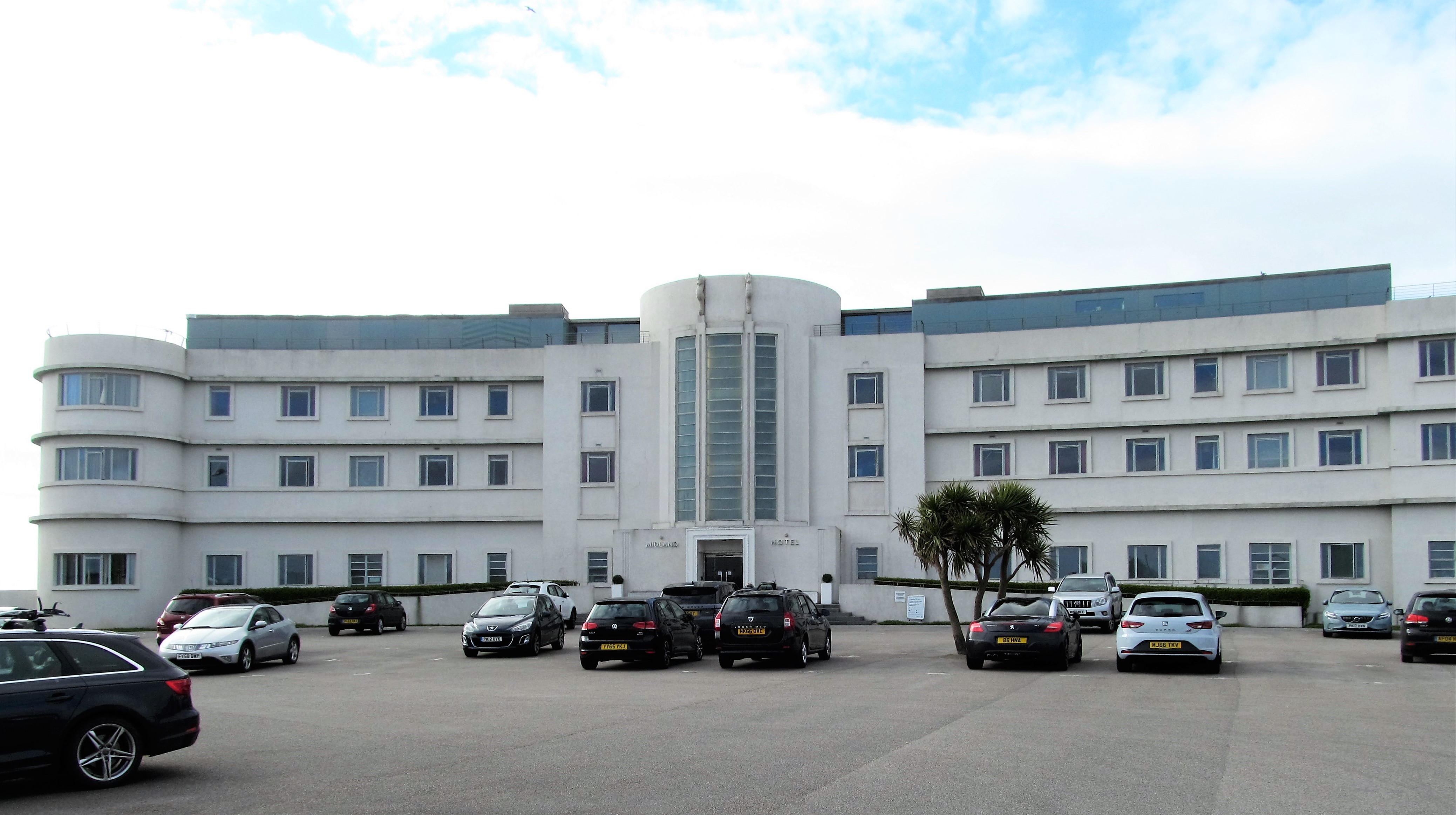
Midland Hotel (2019)
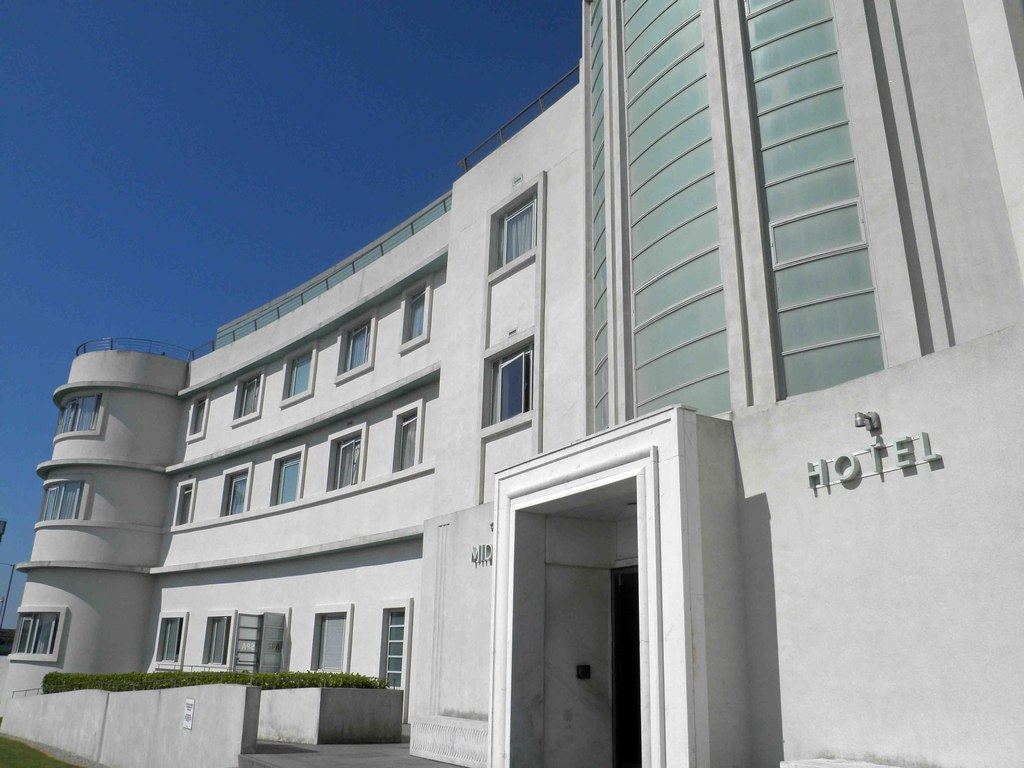
Midland Hotel (2014)
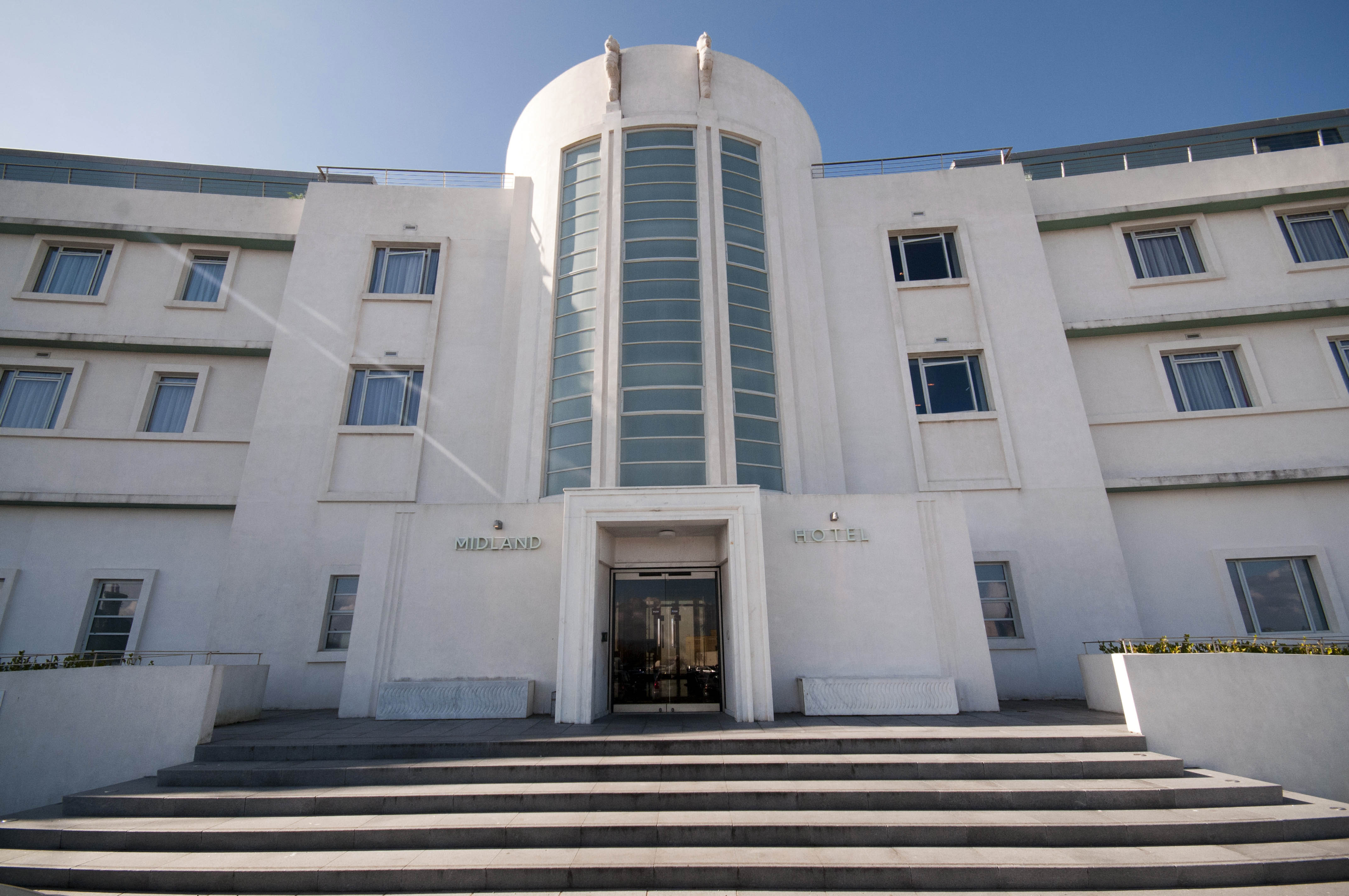
Hlavní vstup
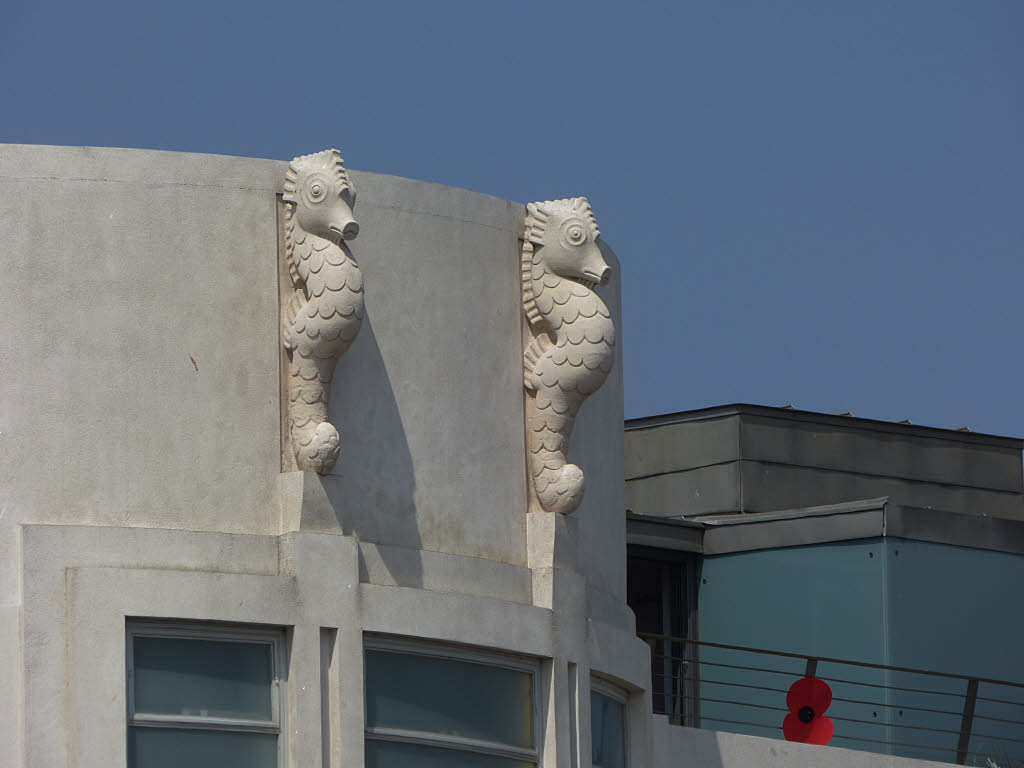
Detail sochařské výzdoby
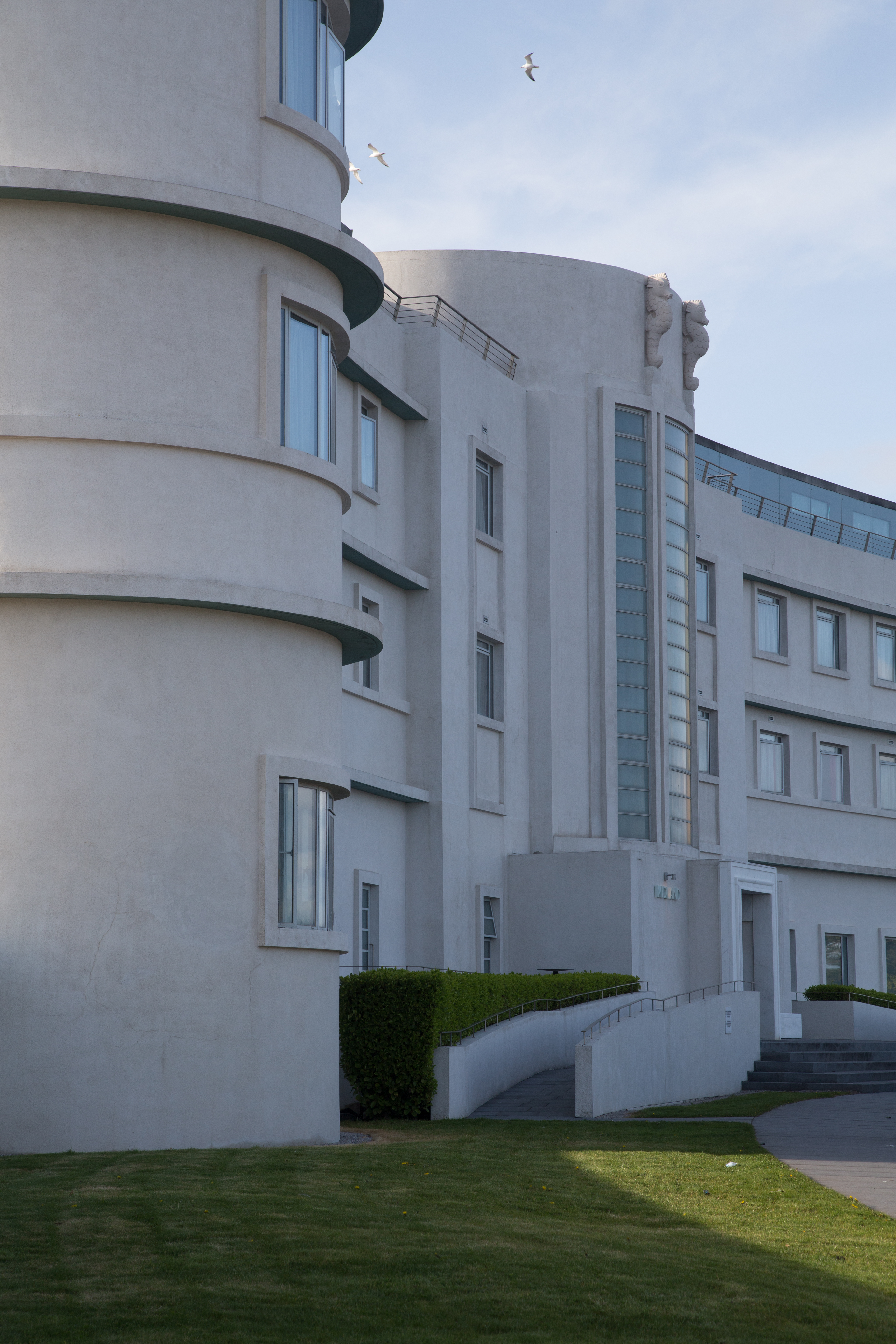
Pohled z boku na hlavní vchod
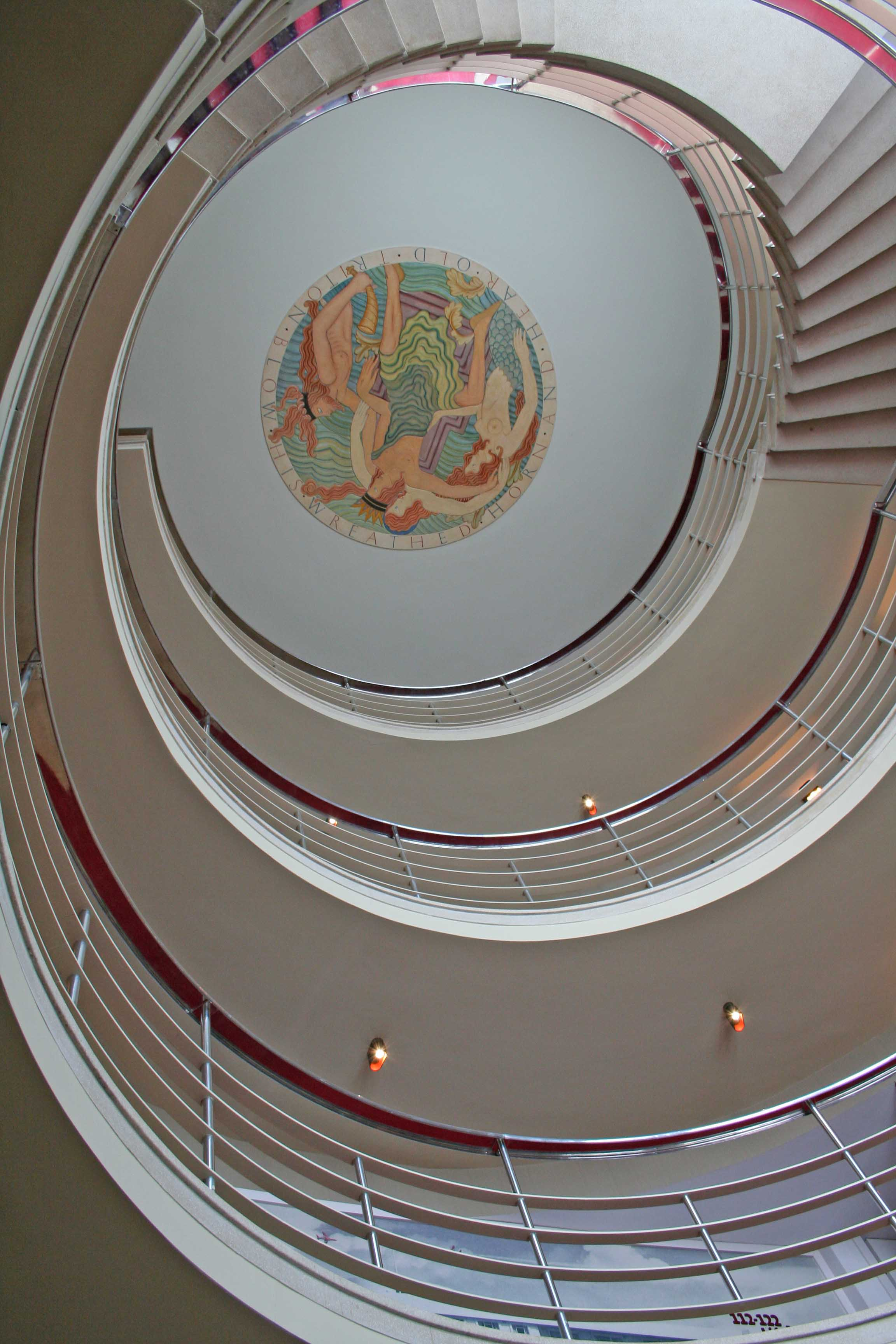
Schodiště v interiéru